# NGC 3930A
NGC 3930A je spiralna galaktika u zviježđu Velikom medvjedu. 

## Vanjske poveznice
- (eng.) SEDS: NGC 3930
- (eng.) Revidirani Novi opći katalog
- (eng.) Izvangalaktička baza podataka NASA-e i IPAC-a
- (eng.) Astronomska baza podataka SIMBAD
- (eng.) VizieR